# Dicsértessék (köszöntés)
A Dicsértessék! (hosszabb formájában: Dicsértessék a Jézus Krisztus! v. Jézus neve dicsértessék!) egy katolikus köszönési forma, elsősorban találkozáskor, valahová belépéskor.  Latin eredetije a Laudetur Iesus Christus!, amit írásban gyakran így rövídítenek: L. J. Chr.
A dicsér igéből képzett szenvedő dicsértetik ige felszólító mód egyes szám 3. személyű alakja, melynek jelentése túlmutat a dicsér, legyen Jézus dicsérve kifejezésen: legyen Jézus dicsértetve, azaz legyen rábírva minél több ember, hogy dicsérje Jézus Krisztust. A felelet rá: Mindörökké, ámen! (latinul: In aeternum, amen! vagy In saecula, amen!) A dicsértessék helyettesítő jelentései lehetnek: Illesse dicséret, legyen áldott. Származékos formája a "dicsértessék", mint főnév: dicsértesséket mond, dicsértessékkel köszön, leggyakrabban 'elköszön' jelentéssel.
Főleg a jezsuita rend terjesztette el az egyházon belül, a liturgiában és a mindennapi életben máig használják. Tartalmilag a Miatyánk ima „szenteltessék meg a te neved” kéréséhez hasonló, de azzal nem azonos: míg a szenteltessék azt jelenti, hogy szenteljék meg, legyen szent, tehát egy minőségre utal, a dicsértessék jelentése az, hogy dicsérjék minél többen, tehát egy cselekedetre utal. A katolikusok egymás között a vallásos köszöntéssel nem csak egymást üdvözlik, hanem hitvallást is tesznek. A szó kialakulása a latin laudetur szóból ered, ami azt jelenti, hogy 'dicsérjük'. Ez a kifejezés a középkori magyar nyelvbe került át és alakult át az idő során a mai formájára. A dicsértessék szó szófaji besorolása egy felszólítás, amelyet általában imádságokban használnak. A helyesírása: dicsértessék.
A görögkatolikusok köszönése ettől némileg különbözik: „Dicsőség Jézus Krisztusnak! – Dicsőség mindörökké!”; karácsonyi időszakban: „Krisztus születik! – Dicsőítsétek!”; húsvéti időszakban: „Krisztus föltámadt! – Valóban föltámadt!” miroválás (olajkenet) alkalmával: "Krisztus közöttünk! - Van és lesz!".